# Peshitta
A Peshito ou Peshitta (siríaco clássico: ܦܫܝܛܬܐ‎ pšîṭtâ)  é a versão padrão da Bíblia para as igrejas na tradição siríaca (ܠܫܢܐ ܣܘܪܝܝܐ - "L'shana Suryaya"). 
O nome é derivado do siríaco mappaqtâ pshîṭtâ; (ܡܦܩܬܐ ܦܫܝܛܬܐ), significando literalmente "a versão simples". Entretanto, é também possível traduzir o nome pshîṭtâ como "terra comum" (isto é, para todos os povos) ou "correcto", traduzido usualmente como "simples". Siríaco ("sy") é um dialecto (ou grupo de dialectos) do aramaico oriental que se escreve utilizando o alfabeto siríaco e é transliterado para o alfabeto latino de diferentes  maneiras: Peshitta, Peshittâ, Pshitta, Pšittâ, Pshitto, Fshitto. Todas estas são aceitáveis, mas os termos "Peshitta" ou "Peshito" são as traduções mais convenientes em português.
O consenso dentro do conhecimento bíblico, apesar de não universal, é que o Antigo Testamento da Peshitta foi traduzido em siríaco do hebraico, provavelmente no século II e que o Novo Testamento da Peshitta foi traduzido do grego. Este Novo Testamento, originalmente excluindo certos livros contestados (2 Pedro, 2 João, 3 João, Judas, Apocalipse) tornou-se um padrão no início do século V. Os cinco livros excluídos foram adicionados na Versão Harklean (616 DC) de Tomas de Harqel. Entretanto, a Peshitta da Sociedade Bíblica Unida de 1905 usou novas edições, preparadas pelo irlandês siríacista John Gwynn, para os livros desaparecidos.

## História das versões

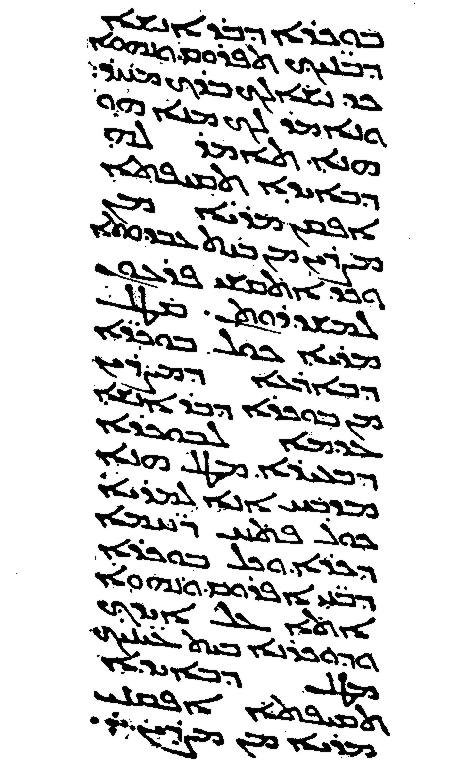
Texto da Peshitta de Êxodo 13:14-16 produzido na Amida no ano de 464.

Em siríaco o nome “Peshitta” aplicava-se primeiramente ao padrão bíblico, comum na Síria do século IX, quando foi chamada assim por Moshe bar Kepha. Entretanto, está claro que a Peshitta teve uma história longa e complexa antes de receber seu nome. No fato o Antigo Testamento e o Novo Testamento da Peshitta são dois trabalhos de tradução completamente distintos. 
O Antigo Testamento da Peshitta é a parte a mais antiga da literatura siríaca de todos os tempos, com a provável origem no século II. A maioria das igrejas primitivas confiava na Septuaginta grega, ou em traduções dela, para o Antigo Testamento, quanto a Igreja Siríaca teve seu texto traduzido diretamente do Hebraico. O texto Hebraico que serviu como uma cópia mestra para a tradução deve ter sido relativamente similar ao Texto Massorético das Bíblias Hebraicas medievais e modernas. 
Embora os estudos precedentes sugerissem que esta tivesse sido traduzida do Targum Aramaico, esta sugestão é agora rejeitada. Entretanto, algumas influências targúmicas isoladas podem ser vistas no texto (especialmente no Pentateuco e nos livros das Crônicas), com a adição de pequenas partes interpretativas. O estilo e a qualidade da tradução no Antigo Testamento da Peshitta variam completa e extensamente. Algumas cópias podem ter sido traduzidas por judeus que falavam siríaco antes de ser feito pesquisas pela igreja, quanto a  outras cópias podem ter sido trabalhadas por judeus convertidos ao Cristianismo.
Visto que siríaco é a língua de Edessa, é provável que a tradução ocorresse nessa região. Entretanto, Irbil e Adiabena, com sua população judaica do século II grande e de forte influência, sugeriram-se que este também pudesse ser o lugar de origem. 
Alguns acadêmicos apontaram para algumas supostas características aramaicas no texto, que podem sugerir que a tradução original ocorreu na Palestina ou Síria. Entretanto, a interpretação destas características é extremamente difícil. A origem da Peshitta é complicada pela existência de outras duas traduções do evangelho Siríaco: o Diatessarão e o antigo siríaco.
Os quatro evangelhos do Novo Testamento separados, transformaram-se no Evangelho oficial siríaco. Entretanto, a Igreja Siríaca foi levada a seguir a prática de outras igrejas e usar os quatro evangelhos separados. Teodoreto de Cirro, no Eufrates,  na Síria Superior em 423, pesquisou e encontrou mais de duzentas cópias do Diatessarão, dos quatro evangelhos. As versões modernas das Escrituras Siríacas  com os quatro evangelhos, excluem o Diatessarão, que são chamadas de antiga versão siríaca ("Vetus Syria"). Ainda existem dois manuscritos do século V dos antigos evangelhos em siríaco. 
Estas são traduções comparativamente livres do texto grego. Os antigos evangelhos siríacos foram produzidos provavelmente no século III. O antigo idioma siríaco é usado no Antigo Testamento da Peshitta para referências (e é assim a testemunha a mais antiga de sua existência) nos evangelhos, nos textos onde as citações são completamente diferentes em grego.
Ao contrário do cânon grego, a Peshitta não tinha a Segunda Epístola de Pedro, a Segunda Epístola de João, a Terceira Epístola de João, a Epístola de Judas e o Apocalipse de São João. Entretanto, exames dos manuscritos mais antigos da Peshitta mostram alguma variação. As modernas Bíblias siríacas adicionam  traduções do século VI ou século VII destes cinco livros a um texto revisado da Peshitta. 
No século VII, uma Bíblia completa em siríaco baseado no grego padrão foi produzida. O "Syro-Hexapla" é uma versão do Antigo Testamento baseado na quinta coluna da Hexapla. (a qual é agora a testemunha as mais importantes). A "Versão de Harklean", sob a supervisão de Thomas de Harkel, é uma tradução razoavelmente mais próxima de siríaco do Novo Testamento grego, mas contém algumas características do antigo siríaco. Apesar da existência destas traduções, a Peshitta permaneceu como a Bíblia comum das igrejas siríacas, e estas traduções técnicas foram confinadas na maior parte às escolas de teologia da Síria.

## Índice e estilo da Peshitta
A versão da Peshitta do Antigo Testamento é uma tradução independente, baseada na maior parte em um texto Hebraico similar ao texto massorético. Mostra um número de similaridades linguísticas e exegéticas ao Targum aramaico, mas atualmente acredita-se que não se origina dele. 
Em algumas passagens os tradutores usaram claramente a Septuaginta grega. A influência da Septuaginta é particularmente forte em Isaías e nos Salmos, provavelmente devido ao seu uso na liturgia. A maioria dos textos Apócrifos é traduzida da Septuaginta, a não ser Tobias, que não existia em versões antigas da Peshitta. Combina com estes algumas das leituras bizantinas mais complexas do século V.

## Novo Testamento Siríaco
Do Novo Testamento, as tentativas de tradução devem ter sido feitas muito cedo, e entre as versões antigas das escrituras do Novo Testamento, o siríaco, com toda a probabilidade, é o mais antigo. Foi na Antioquia, a capital da Síria, que os discípulos de Cristo foram, pela primeira vez, chamados de cristãos, e pareceu natural que a primeira tradução das Escrituras Cristãs tivesse sido feita lá. A tendência de pesquisas recentes, no entanto, mostram que Edessa, a capital literária, foi o lugar mais provável.
Se pudéssemos aceitar a afirmação um tanto obscura de Eusébio que Hegésipo "fez algumas citações do Evangelho segundo os Hebreus e do Evangelho Siríaco", devemos ter uma referência a um Novo Testamento Siríaco já em 160-180 dC, a época daquele escritor Cristão Hebreu. Uma coisa é certa: o primeiro Novo Testamento da igreja siríaca não possuía somente o Antilegomena - 2 Pedro, 2 e 3 João, Judas e o Apocalipse - mas também não continha o conjunto completo das Epístolas Católicas. Estes foram posteriormente traduzidos e recebidos no Cânon Siríaco do Novo Testamento, uma vez que as citações dos primeiros Padres Sírios não tomam conhecimento destes escritos do Novo Testamento.
A partir do século V, no entanto, a Peshitta contendo tanto o Antigo Testamento quanto o Novo Testamento tem sido usado em sua forma atual apenas como a versão nacional das Escrituras Siríacas. A tradução do Novo Testamento é cuidadosa, fiel e literal, e a simplicidade, franqueza e transparência do estilo são admiradas por todos os eruditos sírios e lhe valeram o título de "Rainha das versões".

## Desenvolvimentos modernos

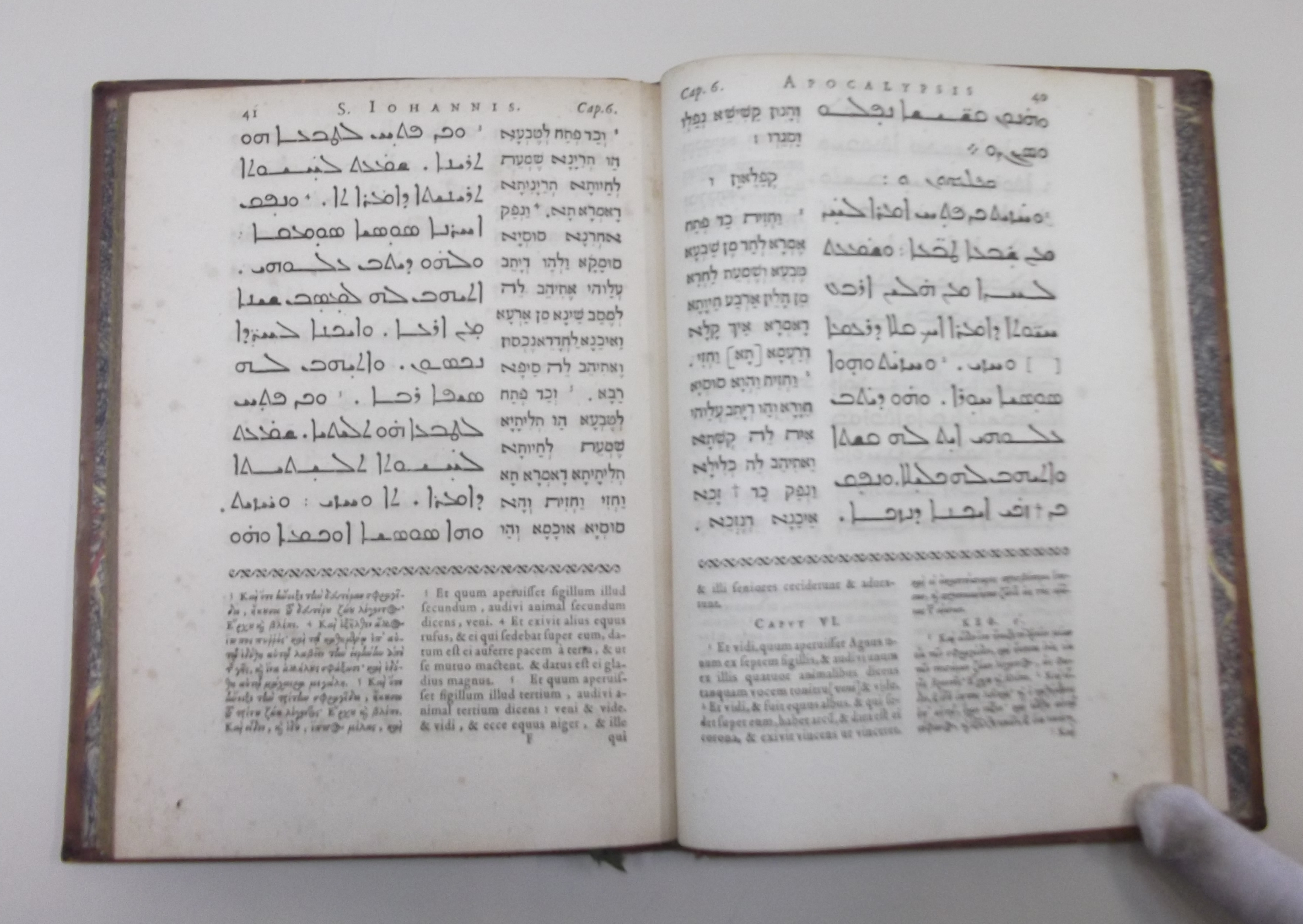
[BÍBLIA. N.T. Apocalípse. Poliglota.] Gelyānā ude-Yoḥanan qaddīsha, id est, Apocalypsis Sancti Iohannis. -- Lugduni Batavorum : Ex Typ. Elzeviriana, 1627.

A Peshitta, levemente revisada e com os livros faltantes adicionados, é a Bíblia padrão em siríaco para as igrejas na tradição litúrgica siríaca: a Igreja Ortodoxa Síria, a Igreja Católica Siro-Malancar, a Igreja Católica Siríaca, a Igreja Assíria do Oriente, a Igreja Ortodoxa Indiana, a Igreja Síria Mar Thoma, a Igreja Católica Caldeia e a Igreja Maronita.
Na cristandade siríaca  a língua árabe está se tornando mais comum, se não para leituras litúrgicas, para sermões e o estudo pessoal da Bíblia entre cristãos siríacos do Oriente Médio. Quase todos os acadêmicos da Síria, concordam que os evangelhos da Peshitta são traduções dos originais gregos. Em 1901, P.E. Pusey e G.H. Gwilliam publicaram um texto crítico da Peshitta com uma tradução Latina. Então, em 1905, a Sociedade Britânica e Estrangeira da Bíblia produziu uma versão livre, não critica dos evangelhos da Peshitta. Em 1920, esta versão foi expandida ao Novo Testamento completo. Em 1961, o instituto de Peshitta de Leiden publicou uma edição crítica mais detalhada da Peshitta com uma série dos fascículos . Em 1933  uma tradução da Peshitta no inglês, editada por George M. Lamsa, tornou-se conhecida como a Bíblia de Lamsa. 
Em 1996, surgiu a primeira edição, da edição comparativa de George Anton Kiraz dos evangelhos em siríaco: "Alinhando as antigas versões siríacas sinaíticas, de Curetonianus, de Peshitta e de Harklean (abbr. CESG; o texto de Harklean foi preparado por Andréas Juckel) foi publicado por Brill. As segundas (2002) e terceiras (2004) edições subseqüentes foram impressas pelo LLC de Gorgias Pressionar."
Muitos manuscritos da Peshitta, ainda podem ser encontrados, o mais valioso deles sendo um códice século VI ou VII, na Biblioteca Ambrosiana em Milão, Itália.